# Румбевас, Раема Лиса
Раема Лиса Румбевас (индон. Raema Lisa Rumbewas; 10 сентября 1980, Джакарта — 14 января 2024, Джаяпура) — индонезийская тяжелоатлетка, двукратный серебряный призёр Олимпийских игр, серебряный призёр чемпионата мира 2006 года.

## Карьера
Одним из первых крупных стартов для Раема Лиса Румбевас стали Олимпийские игры 2000 года в Сиднее, где она завоевала серебряную медаль в весовой категории до 48 килограмм. На этом соревновании она подняла общий вес 185 килограмм. Проиграла чемпионке только за счёт собственного веса.
В 2002 году на Азиатских играх в Пусане выиграла бронзовую медаль в весовой категории до 48 килограмм.
На Олимпийских играх 2004 года в Афинах вновь получила серебряную медаль, на сей раз в категории до 53 килограмм. В толчке подняла 125 кг, а в рывке — 95 кг, общий результат — 210 кг.
В 2006 году на чемпионате мира в Санто-Доминго выиграла серебряную медаль, уступив китайской спортсменке.
Принимала участие и в Олимпийских играх 2008 года в Пекине, однако заняла в итоговом протоколе четвёртое место с суммарным результатом 206 кг.